# Alcosser
Alcosser (nom en valencien, officiel depuis le 10 septembre 2021, ; le nom Alcosser de Planes en valencien était également utilisé ; en castillan : Alcocer de Planes) est une commune d'Espagne de la province d'Alicante dans la Communauté valencienne. Elle est située dans la comarque du Comtat et dans la zone à prédominance linguistique valencienne.

## Géographie

Localisation d'Alcosser
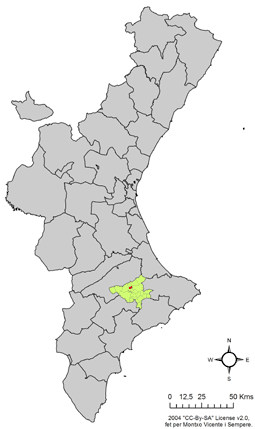
dans la Communauté valencienne.
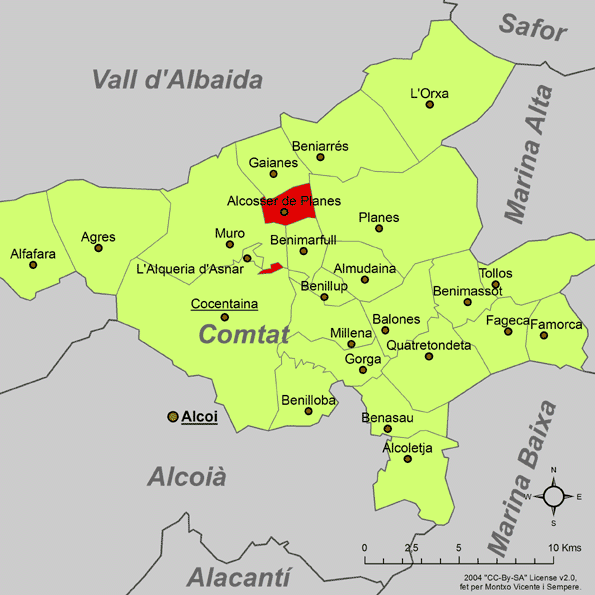
dans la comarque du Comtat.